# Barrio Obrero (Cantabria)
Barrio Obrero es una localidad perteneciente al municipio de Polanco, al norte de la comunidad autónoma de Cantabria (España). Barrio Obrero está a 2 kilómetros al oeste de Polanco (capital del municipio). La localidad cuenta con 121 habitantes (INE 2020). La altitud de este pueblo es de 10 metros. Se creó para alojar a los trabajadores de la fábrica de Solvay en Barreda, lo que le dio el nombre.
- Datos: Q5720702